# Caloocan
Caloocan – miasto na Filipinach na wyspie Luzon, położone nad Zatoką Manilską w aglomeracji Manili.

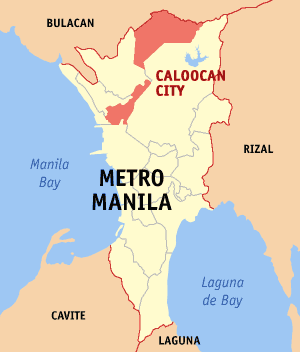
Położenie Caloocan w aglomeracji Manili

## Dane ogólne
- Powierzchnia: 53,80 km²
- Liczba ludności: 1 489 040 (2010)
- Gęstość zaludnienia: 27 677,3 os./km²

## Historia
Osada założona w 1762 roku. W 1899 roku zwycięstwo Amerykanów, nad powstańcami filipińskimi. Miasto zostało bardzo zniszczone podczas II wojny światowej.
Obecnie miasto jest ośrodkiem przemysłu chemicznego i spożywczego.